# Lion Heart (album)
Lion Heart (tạm dịch: Tâm sư) là album phòng thu tiếng Hàn thứ năm của nhóm nhạc nữ Hàn Quốc Girls' Generation. Đây là album chính thức đầu tiên (cả tiếng Hàn lẫn tiếng Nhật) mà nhóm thực hiện với đội hình 8 thành viên, sau sự ra đi của thành viên Jessica vào tháng 9 năm 2014. Được sản xuất bởi Sean Alexander, Baby Dee Beats, Dsign Music, Kenzie, Teddy Riley, và The Underdogs, Lion Heart mang nhiều âm hưởng của electropop và bubblegum pop. Album được chia thành hai phần tách biệt, và phát hành lần lượt vào ngày 18 và 19 tháng 8 năm 2015, bởi SM Entertainment. Một phiên bản khác với bìa đĩa mới mang tên You Think cũng được phát hành vào ngày 26 tháng 8 năm 2015.
Lion Heart bao gồm 12 bài hát. "Party" được phát hành làm đĩa đơn mở đường cho album vào tháng 7 năm 2015, đã gặt hái nhiều sự chú ý cũng như giúp nhóm đạt được cột mốc 100 cúp trên các chương trình bảng xếp hạng âm nhạc truyền hình quốc gia, bên cạnh vị trí quán quân trên Bảng xếp hạng Gaon. Hai ca khúc chủ đề còn lại là "Lion Heart" và "You Think", lần lượt đạt vị trí thứ 4 và 30 trên Gaon, với hai phong cách đối lập, mỗi bài cùng với 5 bài hát khác được phát hành làm hai đợt, cùng với video cho bài hát chủ đề: "Lion Heart" vào ngày 18 tháng 8 và "You Think" vào ngày hôm sau. Để quảng bá cho Lion Heart, Girls' Generation đã trình diễn các bài hát trong album trên nhiều chương trình âm nhạc cuối tuần tại Hàn Quốc, như Music Bank, Show! Music Core, và Inkigayo. Nhóm cũng bắt tay thực hiện chuyến lưu diễn Girls' Generation's Phantasia, đi qua Seoul và các quốc gia Đông và Đông Nam Á.
Lion Heart nhận được khen ngợi từ các nhà phê bình âm nhạc, trong đó họ cho rằng phong cách của album có nhiều điểm nhấn và xem đây là một sự sáng tạo trong sự nghiệp của nhóm. Album là một thành công thương mại tại Hàn Quốc, đạt vị trí quán quân trên bảng xếp hạng Gaon Album Chart trong hai tuần và trở thành album bán chạy thứ 13 của năm 2015. Album cũng đạt hạng nhất trên bảng xếp hạng Billboard World Albums Chart và vị trí thứ 11 trên Oricon Album Chart của Nhật.

## Danh sách bài hát
| STT | Nhan đề                            | Phổ lời                                        | Phổ nhạc                                                                               | Thời lượng |
| --- | ---------------------------------- | ---------------------------------------------- | -------------------------------------------------------------------------------------- | ---------- |
| 1.  | "Lion Heart"                       | Jam Factory, Joy Factory                       | Sean Alexander, Darren 'Baby Dee Beats' Smith, Claudia Brant                           | 3:45       |
| 2.  | "You Think"                        | Brandon Sammons (Massive Muzik), Sara Forsberg | Dante Jones                                                                            | 3:09       |
| 3.  | "Party"                            | Jo Yun-gyeong                                  | Albi Albertsson, Chris Young, Shin Agnes                                               | 3:13       |
| 4.  | "One Afternoon" (어떤 오후)        | Hwang Hyun (MonoTree), Shin Agnes              | Hwang Hyun (MonoTree), Shin Agnes                                                      | 3:36       |
| 5.  | "Show Girls" (phiên bản tiếng Hàn) | Mafly                                          | Ricky Hanley, Paul Drew, Greig Watts, Pete Barringer, Joe Killington, Katerina Bramley | 3:39       |
| 6.  | "Fire Alarm"                       | Kenzie                                         | Kenzie, Trinity Music                                                                  | 3:12       |
| 7.  | "Talk Talk"                        | Cho Yoon-kyung                                 | Mental Audio, Ylva Dimberg                                                             | 3:23       |
| 8.  | "Green Light"                      | Mafly                                          | The Underdogs, Mike Daley, Andrew Hey, Britany Burton, Rodnae 'Chikk' Bell             | 2:53       |
| 9.  | "Paradise"                         | U.F.O (Jam Factory), Mafly                     | Nermin Harambašić, Courtney Woolsey, Charite Vike, Erik Fjeld, Saima Mian              | 3:51       |
| 10. | "Check"                            | Mafly                                          | Teddy Riley, Lee Hyun-seung, Dominique Rodriguez, Daniel 'Obi' Klein, Engelina Larsen  | 3:26       |
| 11. | "Sign"                             | Kim Bu-min                                     | Hitchhiker                                                                             | 3:17       |
| 12. | "Bump It" (예감)                   | Cho Yoon-kyung                                 | Anne Judith Wik, Ronny Svendsen, Uwe Fahrenkrog-Petersen, Greg Fizgerald               | 3:48       |

## Xếp hạng
| Bảng xếp hạng (2015)                 | Vị trí cao nhất |
| ------------------------------------ | --------------- |
| Album Nhật Bản (Oricon)              | 11              |
| South Korean Albums (Gaon)           | 1               |
| Taiwan J-pop Albums (G-Music)        | 3               |
| Album Hoa Kỳ Heatseekers (Billboard) | 7               |
| Album Hoa Kỳ World (Billboard)       | 1               |

| Bảng xếp hạng (2015)       | Vị trí |
| -------------------------- | ------ |
| South Korean Albums (Gaon) | 1      |

| Bảng xếp hạng (2015)       | Vị trí |
| -------------------------- | ------ |
| South Korean Albums (Gaon) | 13     |

## Lịch sử phát hành
| Quốc gia | Ngày                | Phiên bản            | Định dạng       | Nhãn                      |
| -------- | ------------------- | -------------------- | --------------- | ------------------------- |
| Hàn Quốc | 18 tháng 8 năm 2015 | Lion Heart, Phần 1   | Tải kĩ thuật số | SM Entertainment          |
| Hàn Quốc | 19 tháng 8 năm 2015 | Lion Heart, Phần 2   | Tải kĩ thuật số | SM Entertainment          |
| Toàn cầu | 19 tháng 8 năm 2015 | Phiên bản Lion Heart | Tải kĩ thuật số | SM Entertainment          |
| Hàn Quốc | 19 tháng 8 năm 2015 | Phiên bản Lion Heart | CD              | SM Entertainment KT Music |
| Hàn Quốc | 26 tháng 8 năm 2015 | Phiên bản You Think  | CD              | SM Entertainment KT Music |
| Đài Loan | 18 tháng 3 năm 2016 | Bản thường           | CD + DVD        | Universal Music Taiwan    |